# Eubranchus mandapamensis
Eubranchus mandapamensis (K.P. Rao, 1968) è un mollusco nudibranchio della famiglia Eubranchidae.